# 多田北烏
多田 北烏（ただ ほくう、1889年〈明治22年〉4月3日 - 1948年〈昭和23年〉1月1日）は、日本の商業美術家。本名は多田 嘉寿計（かすけ）。大正から昭和初期にかけてポスターや雑誌のデザインを多数手がけ、日本のポスターデザインの先駆者と言われる。

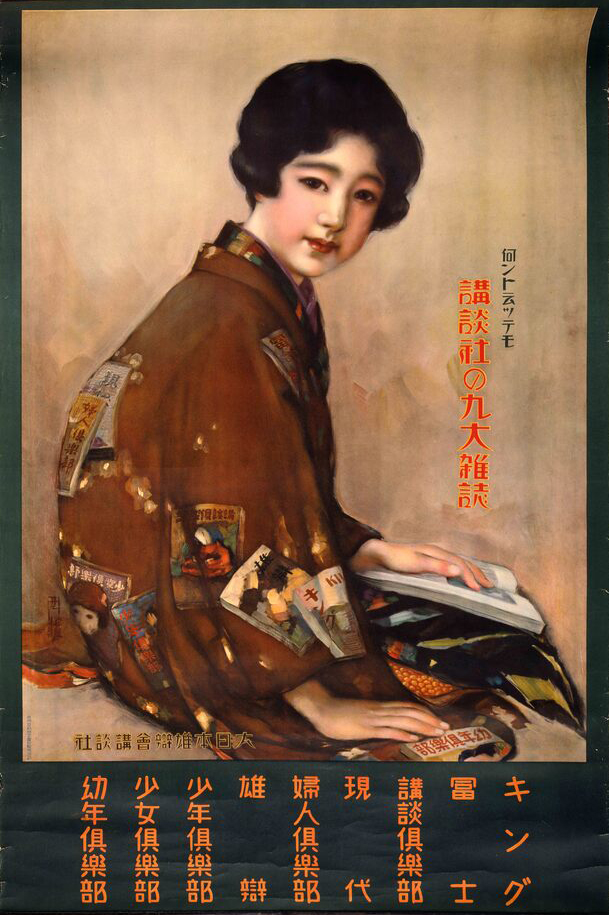
1928年（昭和3年）「講談社の九大雑誌」の広告。『キング』『富士』『講談倶楽部』『現代』『婦人倶楽部』『雄弁』『少年倶楽部』『少女倶楽部』『幼年倶楽部』

## 経歴
長野県松本市北深志出身。多田庄野の長男として生まれる。江戸時代に信濃国安曇郡で発生した貞享騒動の義民多田加助の子孫にあたる。13歳で上京し、日本画家の大和雲陽に師事、旧制東京高等工業学校図案科選科修了、川端画学校に学び、凸版印刷図案部を経て、東京図案研究所長等を歴任した。大正11年（1922年）に、日本初のデザイン制作会社である実用美術研究所サン・スタジオを創設し、商業美術の向上と後進の指導に努力した。昭和19年（1944年）静岡県沼津市に疎開、同23年（1948年）に同地で没した。墓所は染井霊園(1イ-1-20)。
新興日本童画協会常務委員、全日本産業美術連盟常任委員をつとめ、実用版画美術協会を主宰した。著書に「多田北烏図案集」などがある。

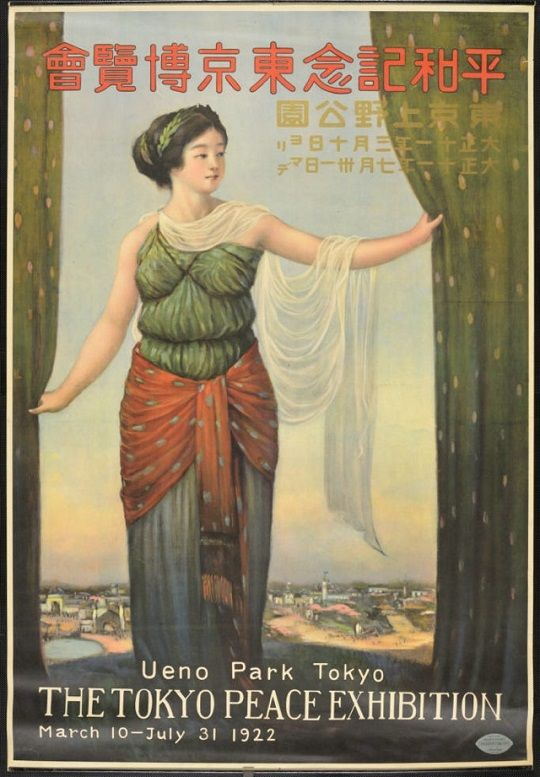
1922年（大正11年）平和記念東京博覧会
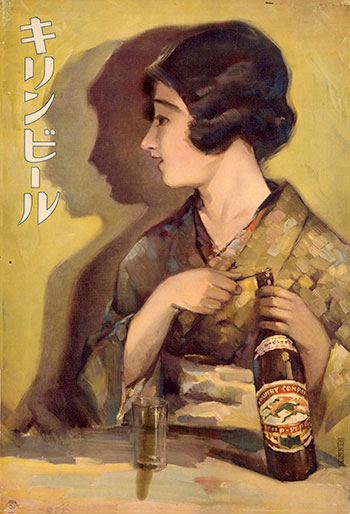
1925年（大正14年）キリンビール
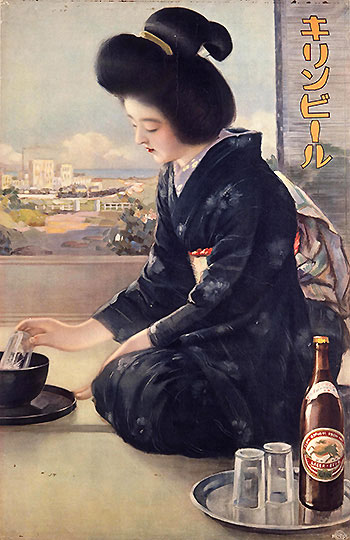
1926年（大正15年/昭和元年）キリンビール
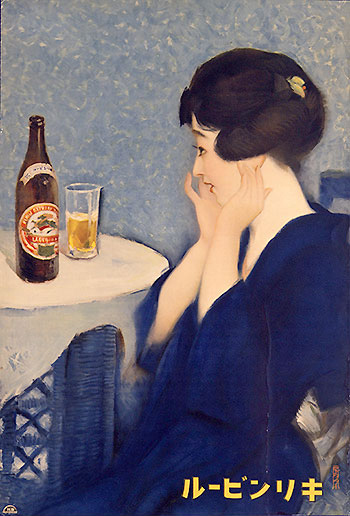
1927年（昭和2年）キリンビール
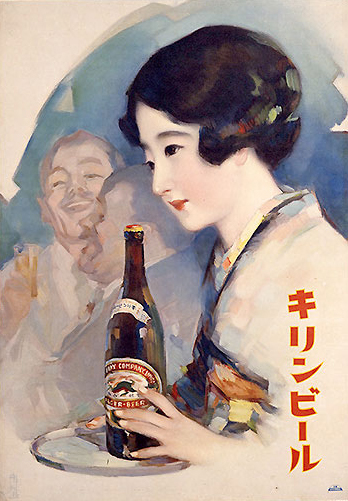
1928年（昭和3年）キリンビール
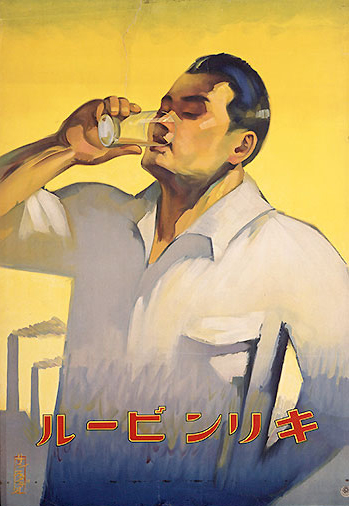
1929年（昭和4年）キリンビール
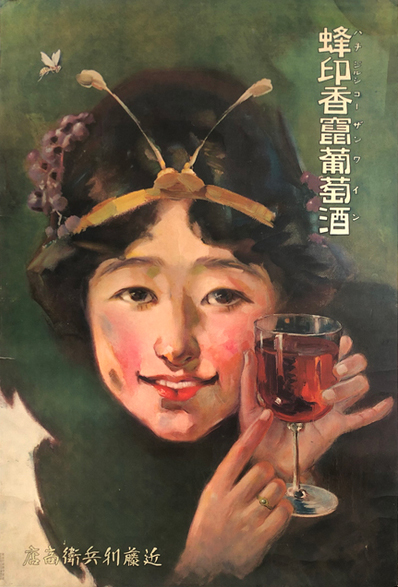
1926年（大正15年/昭和元年）蜂印香竄葡萄酒

## 著書
- 『呉服モスリン店廣告圖案集』誠文堂、 1930年 . NCID BA8711815X
- 『尋一算術書の繪を語る』モナス、 1935年 . NCID BN04184308
- 『子供知識』（講談社の繪本、 21）大日本雄辯會講談社、 1937年 . NCID BB04531087
- 『教訓かるた繪本』（講談社の繪本、 47）大日本雄辯會講談社、 1937年. NCID BB04541036
- 『お家の道具 : 子供知識』（講談社の繪本、 127）大日本雄辯會講談社、1939年 . NCID BB04560573
- 『商業美術を描くコツ』誠文堂新光社、1939年  . NCID BN14393712
- 『絵本こども知識』講談社、1949年  . NCID BN13542191
- 武蔵野美術大学美術資料図書館『ポスターデザインの先駆者多田北烏とその周辺』展図録1984年  . NCID BA77406045
- 練馬区立美術館『ポスター日本 : グラフィックデザインの確立と展開』展図録（杉浦非水、町田隆要、多田北烏）1987年. NCID BA79272278
- 宇都宮美術館『多田北烏とその仕事』展図録2004年 . NCID BA74958191